# Kallithea (Calcídica)
Kallithea es un pueblo y sede del distrito municipal homónimo en el municipio griego de Kassandra. Se encuentra en la unidad periférica de Calcídica. Tiene una población de 779 habitantes según el censo de 2001. La principal ocupación de sus habitantes son las empresas turísticas. En el pueblo hay una guardería y una escuela primaria. Se encuentra a 85 km de Tesalónica. Atrae a cientos de turistas cada año, debido a sus playas y su desarrollada infraestructura turística.

## Historia

### Arqueología
La zona es de interés arqueológico, ya que en Kallithea se ha excavado un santuario de Dioniso y las Ninfas, parte del santuario de Zeus Amón (que fue venerado en la zona desde el siglo V a. C.) y la zona del altar. A mediados del siglo siglo IV a. C. se construyó un gran templo de estilo dórico en su honor. Dioniso ya había comenzado a ser adorado en la zona desde el siglo s. VIII, como lo demuestra una escalera excavada en la roca y una cueva dedicada al culto del dios.
La basílica paleocristiana fue descubierta por arqueólogos en el lugar de Solinas. La original y única basílica paleocristiana data del siglo VI. Su pasillo central está ocupado por un edificio anterior, que parece haber sido [2] una casa de martirio.

### Tiempos modernos
La aldea fue fundada en 1925 por refugiados de Asia Menor que se establecieron en el área después de la Catástrofe de Asia Menor, que vinieron de la aldea de Maltepe. Los habitantes llamaron Neos Maltepes al asentamiento que crearon, en memoria de su tierra natal, Maltepe. Las principales ocupaciones de los habitantes eran la agricultura y la ganadería. El pueblo después de 1950 pasó a llamarse Nea Kallithea y finalmente a Kallithea, debido a la hermosa vista que ofrece.